# Lautlos (Film)
Lautlos ist ein deutscher Spielfilm von Regisseur Mennan Yapo aus dem Jahr 2004. Der Thriller erreichte etwa 50.000 Kinobesucher.

## Handlung
Victors Eltern wurden vor seinen Augen ermordet, als er 9 Jahre alt war. Drei Wochen später brachte er daraufhin den Mörder seiner Eltern um. Seitdem arbeitet er mittlerweile gut 30 Jahre unerkannt als professioneller, lautloser Auftragskiller. Bei einem Auftrag lässt er jedoch Nina, die Freundin seines Opfers, am Leben, da er sich in sie verliebt hat. Als diese sich kurz nach der Befragung durch die Polizei das Leben nehmen will, wird sie von Victor gerettet und die beiden kommen sich näher. Nina merkt jedoch bald, dass sie praktisch nichts über Victor weiß. Deswegen verfolgt sie ihn eines Morgens, unwissend, dass er dabei ist, einen Auftrag auszuführen. Es gelingt Victor, sich selbst und Nina wieder in Sicherheit zu bringen. Von nun an wird Nina jedoch von der Polizei beschattet. Mit einem Hinterhalt auf einem Friedhof gelingt es den beiden jedoch, die Polizei abzuschütteln und sich gemeinsam abzusetzen.

## Kritiken
„Stimmungsvoll fotografierter und überzeugend gespielter Thriller, dessen dichte Inszenierung die Schwächen des Drehbuchs zwar nicht immer ausgleichen kann, der aber überwiegend spannendes Genrekino mit psychologischen Untertönen bietet.“

## Soundtrack
Titelliste
1. Set Me Free (Empty Rooms)
 (Lautlos Mix)
2. Ritual
3. Tracking Part I
4. Tracking Part II
5. Fame – Kid Alex
6. Contact
7. Profiler
8. Back and Forth
9. Leben…I Feel You (Schill Out Version) – Schiller mit Heppner
10. Preparations
11. Fusion
12. Check in
13. Freaky Girl
14. Confusion
15. Escape
16. Viktor
17. Show Me Your Strength L. G.
18. Resumption
19. Hunt
20. Here and There
21. Your Arms in My Arms
22. Set Me Free – Jam & Spoon feat.
 Rea Garvey
23. Your Arms in My Arms (Dub Mix)

## Auszeichnungen
- 2005: Sonderpreis der Jury des Cognac Festival du Film Policier für Regisseur Mennan Yapo
- 2005: Platin Award des WorldFest Houston für Mennan Yapo in der Kategorie Bester Independentfilm – Spannung/Thriller